# Marcha orientalis
Marcha orientalis (lat.: Östliche Mark, Ostmark) oder Ostland ist eine Bezeichnung, die für diverse östliche Grenzgebiete des Fränkischen Reichs verwendet wurde (z. B. Sächsische Ostmark), aber meistens wird damit die fränkische Präfektur Pannonia (auch Pannonia Superior) bzw. das Bairische Ostland verstanden, aber auch alle bairischen Ostlande und pannonischen Fürstentümer unter dem Präfekten des Marcha Orientalis. Das Bairische Ostland war die östliche Präfektur des fränkischen Herzogtums Baiern von Beginn des 9. Jahrhunderts bis zur Machtübernahme der Magyaren 907.
Das Ostland entstand mit der Eroberung des Awarenreiches durch Karl den Großen aus dem als Awarenmark bzw. Pannonische Mark eroberten vorwiegend von Slawen besiedelten Awarenland, vermindert um die Ebene zwischen Donau und Theiß, die die Bulgaren übernahmen, und vermehrt um die bairisch-slawischen Gebiete des Traungaus und Karantaniens. Als oberste weltliche Leiter wurden sogenannte Präfekten eingesetzt. Östlich vom Traungau eröffnete sich das Ostland in der Awarenmark durch dessen Region Oberpannonien und der darin geschaffenen Donaugrafschaft und Grafschaft Steinamanger. Im Norden, Osten und Südosten der restlichen Awarenmark übernahmen slawische Eliten die lokale Macht und bildeten Fürstentümer (z. B. das Plattensee-Fürstentum in der Region Unterpannonien), die dem Präfekten unterstanden, aber dem bairischen König zu Treue und Heerfolge verpflichtet waren.
Mit der Unterstellung der Awarenmark unter Ludwig den Deutschen, als König von Baiern, kam allmählich die Bezeichnung bairisches Ostland auf. Die Politik im Ostland bestimmten innerfamiliäre Kämpfe der karolingischen Königsfamilie und ständige Kämpfe mit dem Tributärfürstentum Mähren. Ende des 9. Jahrhunderts fielen die Magyaren ein und übernahmen nach einem vernichtenden Sieg gegen die Baiern 907 große Teile des Ostlandes.
Nach der Schlacht auf dem Lechfeld 955 unter Otto dem Großen kamen Teile davon an die Franken zurück und wurden in Baiern eingegliedert. 996 wurde erstmals Ostarrîchi urkundlich erwähnt. Ostarrîchi war zwar wesentlich kleiner als die Marcha Orientalis, kann aber herrschaftsgeschichtlich als deren Nachfolger betrachtet werden.

## Zur Bezeichnung des bairischen Ostlandes
Ab Mitte des 9. Jahrhunderts wurden die lateinischen Namen plaga orientalis, oriens oder partes orientales verwendet. Die Bezeichnung bairisches Ostland ist ab 870 nachweisbar. Die Bezeichnung in der fränkischen Sprache des Volkes war mit großer Wahrscheinlichkeit bereits damals Ostarrîchi. Mit der Besetzung des Landstriches durch die Magyaren reduzierte sich die Ausdehnung des bairischen Ostlandes auf ungefähr die Hälfte. Es blieb nur der Streifen zwischen Donau und niederösterreichisch-steirischen Kalkalpen, für den die Bezeichnung Ostarrîchi zutraf. Der in Zusammenhang mit dem Ostland gelegentlich verwendete Begriff Ostmark ist ein Name, der erst aus dem 19. Jahrhundert stammt und später vom Nationalsozialismus für Österreich verwendet wurde.

## Politische Entwicklung

### Grenzmarken Karls des Großen

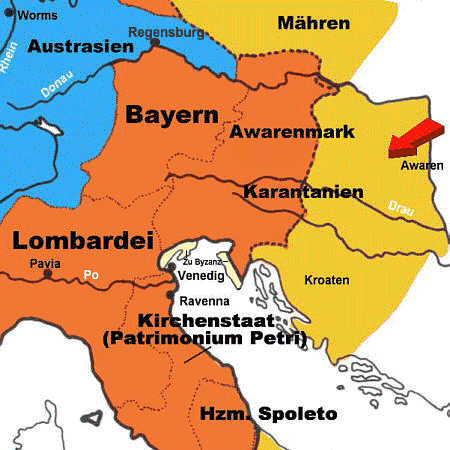
Awarenmark und Mark Karantanien zur Zeit Karls des Großen um 800

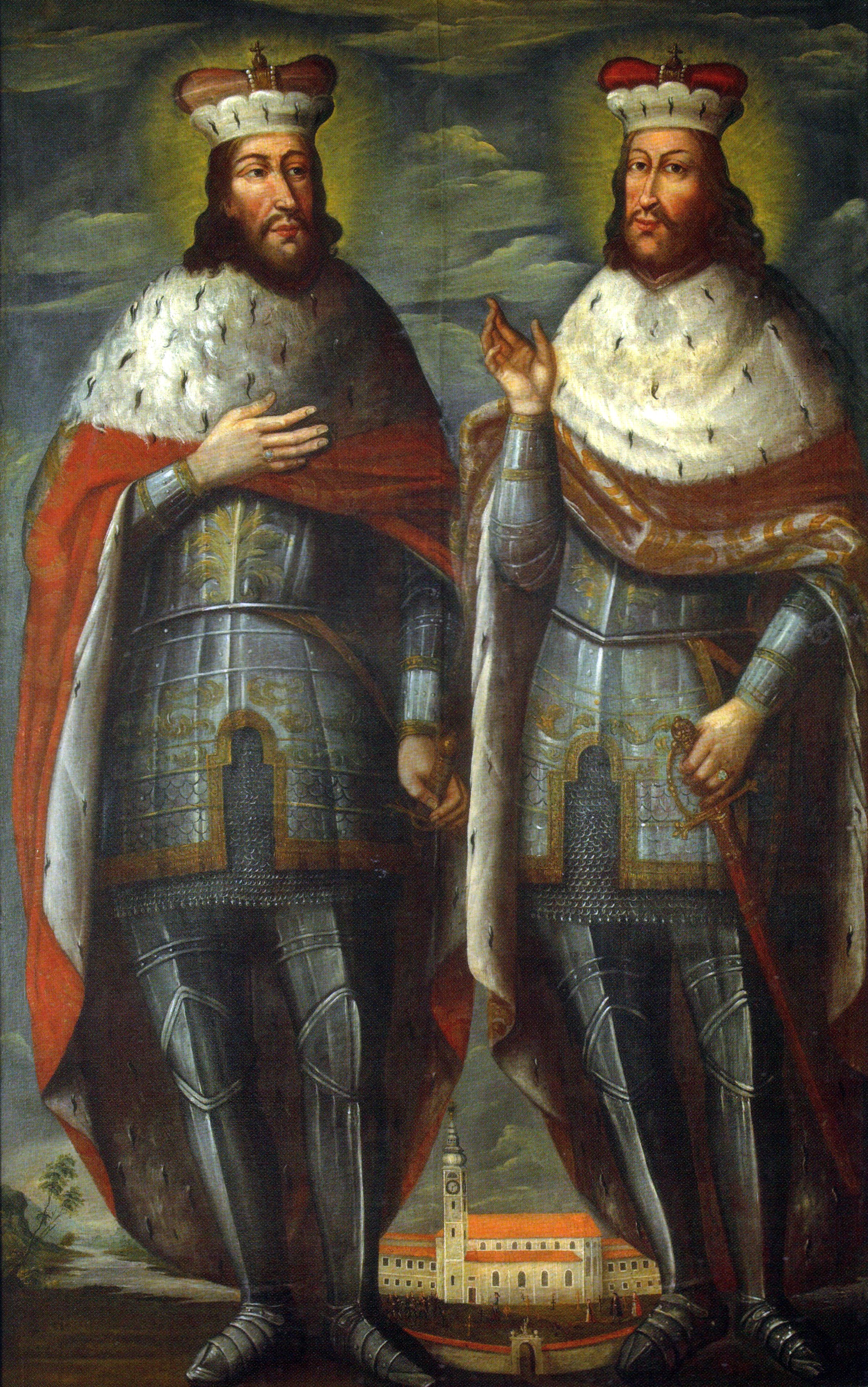
Graf Ottokar (rechts) besiegte 788 als Königsbote Karls des Großen die Awaren am Ybbsfeld.

Bereits zu Zeiten des Baiernherzogs Tassilo III. hatten die fränkischen Königsboten Graman und Graf Ottokar, der der Überlieferung nach gemeinsam mit seinem Bruder Adalbert 791 Gründer des Hippolytusklosters, dem historischen Stadtkern St. Pöltens, war, 788 die Awaren auf dem Ybbsfeld besiegt und hinter den Kamp und den Wienerwald zurückgedrängt. In den Feldzügen von 791 bis 796 und 803 schlug Karl der Große in zeitweiliger Koalition mit dem bulgarischen Khan Krum die Awaren vernichtend. Zum Schutz des Reiches gegen die östlich siedelnden Awaren ließ Karl der Große nach den erfolgreichen Feldzügen der Jahre 791 bis 803 in den eroberten Gebieten neue Grenzmarken errichten: neben der nördlichen Ostmark die südlichere Awarenmark und die an diese im Süden anschließende Mark Karantanien.
Nach dem endgültigen Zusammenbruch des Awarenreichs entwickelte sich eine Gewaltenteilung zwischen Norden und Süden der vormals awarischen Gebiete. Im Norden setzte Karl seinen Schwager Gerold in der Baar, seit der Entmachtung Tassilos 788 bereits Präfekt in Baiern, als Präfekten des Ostlandes, von den Karolingern als Pannonia superior bezeichnet, ein. Er kontrollierte damit die bairische Ostgrenze unter Einschluss von Karantanien und Pannonien. Im Süden, Pannonia inferior genannt, herrschte von Cividale aus Erich von Friaul. Neben seinem eigenen Herzogtum verwaltete er Istrien mit der oberen dalmatinischen Küste, Krain und Slawonien. Die neu erschlossenen Gebiete reichten im Osten wohl bis über den Balaton hinaus und schlossen im Südwesten an Karls ehemals langobardisches Oberitalien an. Die Grenze zwischen Pannonia superior und inferior bildete die Drau. Präfekt Erich von Friaul wurde 799 von den Bewohnern Tarsatikas umgebracht. Im September desselben Jahres fiel Präfekt Gerold in Kämpfen mit den Awaren.

### Bildung des Bairischen Ostlandes nach 799

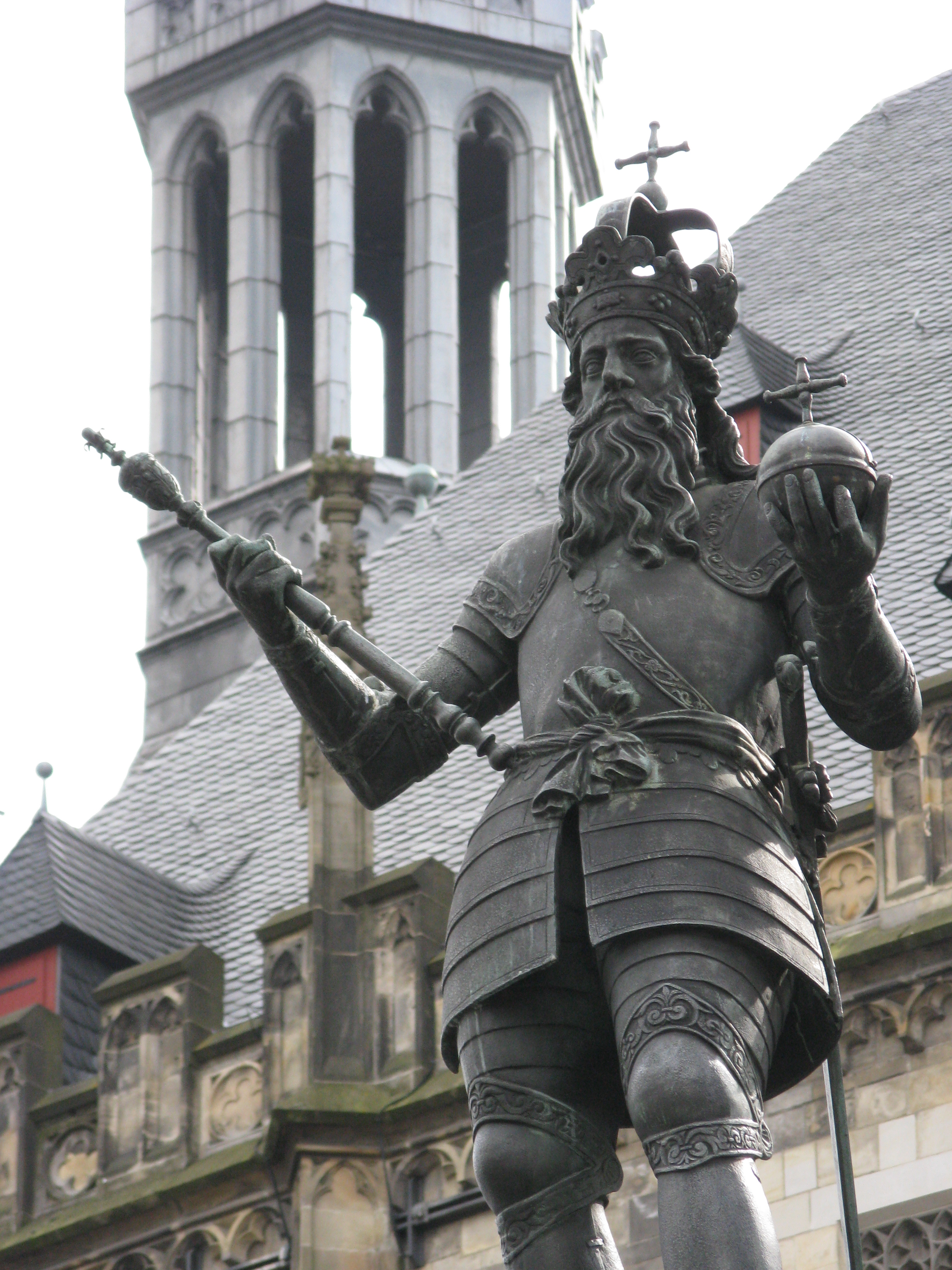
Karl der Große schuf die Grundlagen für die Bildung des Bairischen Ostlandes.

Nach dem Tode Gerolds kam es zu einem Aufstand der Awaren, in dessen Folge die Verwaltung Baierns umgestaltet wurde. Die nachfolgende Teilung Baierns in zwei Präfekturen erfolgte wahrscheinlich bereits vor 802. Der „altbairische“ Traungau wurde mit dem „neubairschen“ Karantanien und der Avaria Karls sowie den nordöstlichen Teilen des untergegangenen Herzogtums Friaul unter den Nachfolgern Erichs von Friaul unter dem gemeinsamen Namen Plaga oder Marcha orientalis verwaltet.
Die Verwaltung des Ostlandes war also bereits zu dieser Zeit von jener des „alten Herzogtums“ Baiern getrennt. Hauptstadt war zunächst die alte Römerstadt Lorch an der Enns, wo neben dem Präfekten Altbaierns in Regensburg der Präfekt des Ostlandes residierte. Dem Ostlandpräfekten waren die fränkischen Grenzgrafen, die verbliebenen Awaren und die im ganzen Ostland verteilten Slawenfürsten untergeordnet. Er war dem Präfekten Altbaierns gleichrangig und amtierte als unmittelbarer Vertreter des Königs in seinem Verwaltungsbereich. Nach 799 amtierten nacheinander die Präfekten Goteram, Werinher (805/806 genannt), Albrih und Gotafrid. Das neueroberte Land war zu Beginn des Jahrhunderts fast ausschließlich im Besitz des Königs. 805 wurde noch unter Karl dem Großen das tributäre awarische Fürstentum eingerichtet. Die Kolonisierung durch Baiern und Franken unter der Führung der Bistümer, Klöster und des weltlichen Adels begann bereits unter Karl dem Großen und Ludwig dem Frommen. Verstärkt wurde dieser Prozess vor allem unter Ludwig dem Deutschen und seinem Sohn Karlmann, die die bairischen Kirchenherren mit zahlreichen Lehen und Eigenbesitzungen ausstatteten.

### Ludwig der Deutsche, König der Baiern

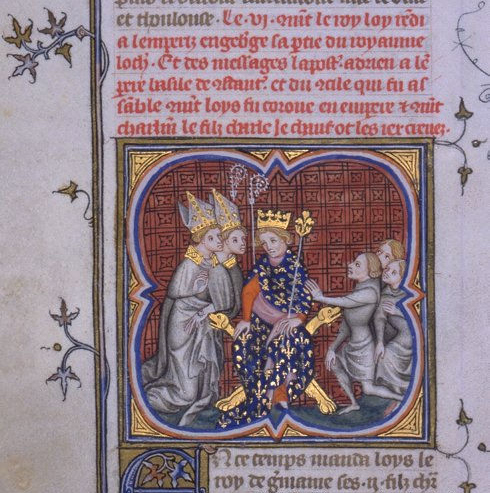
Ludwig der Deutsche mit Bischöfen, seine Söhne Karlmann, Ludwig der Jüngere und Karl der Dicke. Darstellung aus der Grandes Chroniques de France.

817 übergab Kaiser Ludwig der Fromme neben dem „alten“ Baiern (Nordgau) die Awarenmark an seinen ungefähr elfjährigen Sohn Ludwig den Deutschen und setzte ihn als König von Baiern über das entstandene Territorium. Von 819 bis 822 wurde der Süden durch Ljudevit von Posavien, den Fürsten von Sisak, bedroht. Der Fürst hatte sich vergeblich bei Kaiser Ludwig über die Übergriffe des fränkischen Markgrafen von Friaul Chadaloh beschwert und griff daraufhin gemeinsam mit den Karantanern und Timotschanern die Franken an. 819 zog Chadaloh gegen Ljudevit ins Feld und verstarb kurz danach. Es folgte ein sechs Jahre währender Krieg. 823 wurde Ljudevit von einem fränkischen Heer geschlagen, welches wahrscheinlich Markgraf Balderich, der Nachfolger Chadalohs, angeführt hatte.
826 übernahm König Ludwig der Deutsche im Alter von etwa 20 Jahren auch de facto die Regentschaft in Baiern. Mit ihm kam als neuer Präfekt des Ostlandes Gerold II., der Onkel des Königs. Gerold blieb zumeist am Hof des Königs, obwohl sein Mandatsgebiet das Ostland war. Seine erste Aufgabe wurde wahrscheinlich die Wiederherstellung des Ostlandes, nachdem ein Teil davon an den friulanischen Präfekten Balderich verlorengegangen war. 827 drangen die Bulgaren zu Schiff auf der Drau in Pannonien ein. Für die Niederlage gegen die Bulgaren wurde Balderich verantwortlich gemacht.

### Der Reichstag von 828
Nach den Kriegen in Unterpannonien wurde infolge eines Reichstages, den Ludwig der Fromme nach Aachen einberufen hatte, 828 die Verfassung des Ostlandes entscheidend verändert. Bis 828 waren weder in Pannonien noch in Karantanien Grafschaften eingerichtet gewesen. Nun wurde auch in diesen Gebieten weitgehend die fränkische Grafschaftsverfassung eingeführt. Die gentilen Fürsten von Karantanien und Sisak wurden durch fränkische Grafen abgelöst. Die Krain wurde nach Balderichs Niederlage gegen die Bulgaren aus dessen Präfektur herausgelöst, dem Ostland angeschlossen und ebenfalls einem fränkischen Grafen unterstellt. Das awarische Fürstentum wurde aufgelöst und dessen Herrschaftsgebiet vom fränkischen Grafen Rihheri (Grafschaft Steinamanger) und der Donaugrafschaft übernommen. Ab der Neuorganisation von 828 bildete die Raab die Grenze zwischen Ober- und Unterpannonien.

### Die Ära Ratpots

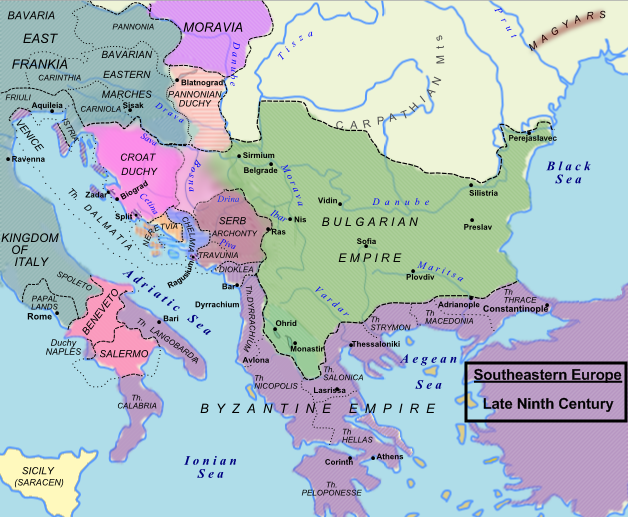
Das Gebiet um 850

832/833 wurde Ratpot, vermutlich ein Verwandter Gerolds und damit auch des Königs, Nachfolger Gerolds II. als Präfekt im Ostland. Als erster der ostländischen Präfekten besaß Ratpot eine eigene Grafschaft, die Donaugrafschaft zwischen Enns und Raab, die in Untergrafschaften unterteilt war. Und als erster Präfekt wurde er mit den Mährern konfrontiert, als Mojmir I. (um 830–846) die mährischen Stämme unter seine Oberhoheit brachte, andere mährische Stammesoberhäupter vertrieb, als königgleicher Fürst eine separatistische Politik gegenüber dem Fränkischen Reich betrieb und ab 833 zunehmend Druck auf das Ostland ausübte. Auf Anraten Ratpots und Salachos, dem Grafen in der Krain, übergab Ludwig der Deutsche 839 das neugeschaffene pannonische Fürstentum an den vormals mährischen Stammesfürsten Pribina.
Der Vertrag von Verdun, der die Erbfolgestreitigkeiten nach dem Tod Karls des Großen regelte, veranlasste im Jahre 843 die Aufnahme des bairischen Ostlands in das ostfränkische Reich und die formelle Übergabe des Gebietes an den nunmehrigen ostfränkischen König Ludwig den Deutschen. Die benachbarten friulanischen Ostlande hingegen gingen nach Verdun an Ludwigs Bruder Lothar I. und dessen Mittelreich. Präfekt Ratpot galt als Gegner des Vertrags. Zudem dürfte er sich nach anfänglichen Kämpfen gegen die Mährer schließlich mit deren Fürsten Rastislav verbündet haben. 854 wurde Präfekt Ratpot vom König wegen Landesverrats abgesetzt.

### Die Karolinger übernehmen persönlich die Leitung des Ostlandes
856 wurde die Verwaltung des Ostlandes an den Königssohn Karlmann übergeben. Bis 871 hatte er danach das bairische Ostland ungeteilt in der Hand.
In der zweiten Hälfte des 9. Jahrhunderts wurde die Lage an den Grenzen des Ostlandes immer schwieriger. An der Donau wurden Tulln und wahrscheinlich Wenia befestigt. Die Grafen Wilhelm II. und Engelschalk I. errichteten die Herzogen- und Wilhelmsburg. Die militärische Ordnung wurde an die fränkische Wehrverfassung angeglichen und die fränkische Hufenverfassung eingeführt. Ab etwa 860 waren nur mehr freie Männer mit mehr als vier Hufen zum Kriegsdienst verpflichtet. Damit stieg deren soziales Prestige und Einfluss, Siedler mit weniger Grundbesitz wurden geschwächt.

### Spaltung des Ostlandes

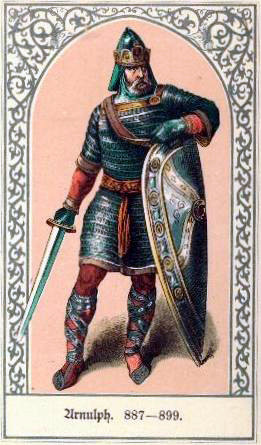
Arnulf von Kärnten bescherten die Umstürze nach 871 in den Ostlanden die herrschaftliche Grundlage zur späteren Königskrönung.

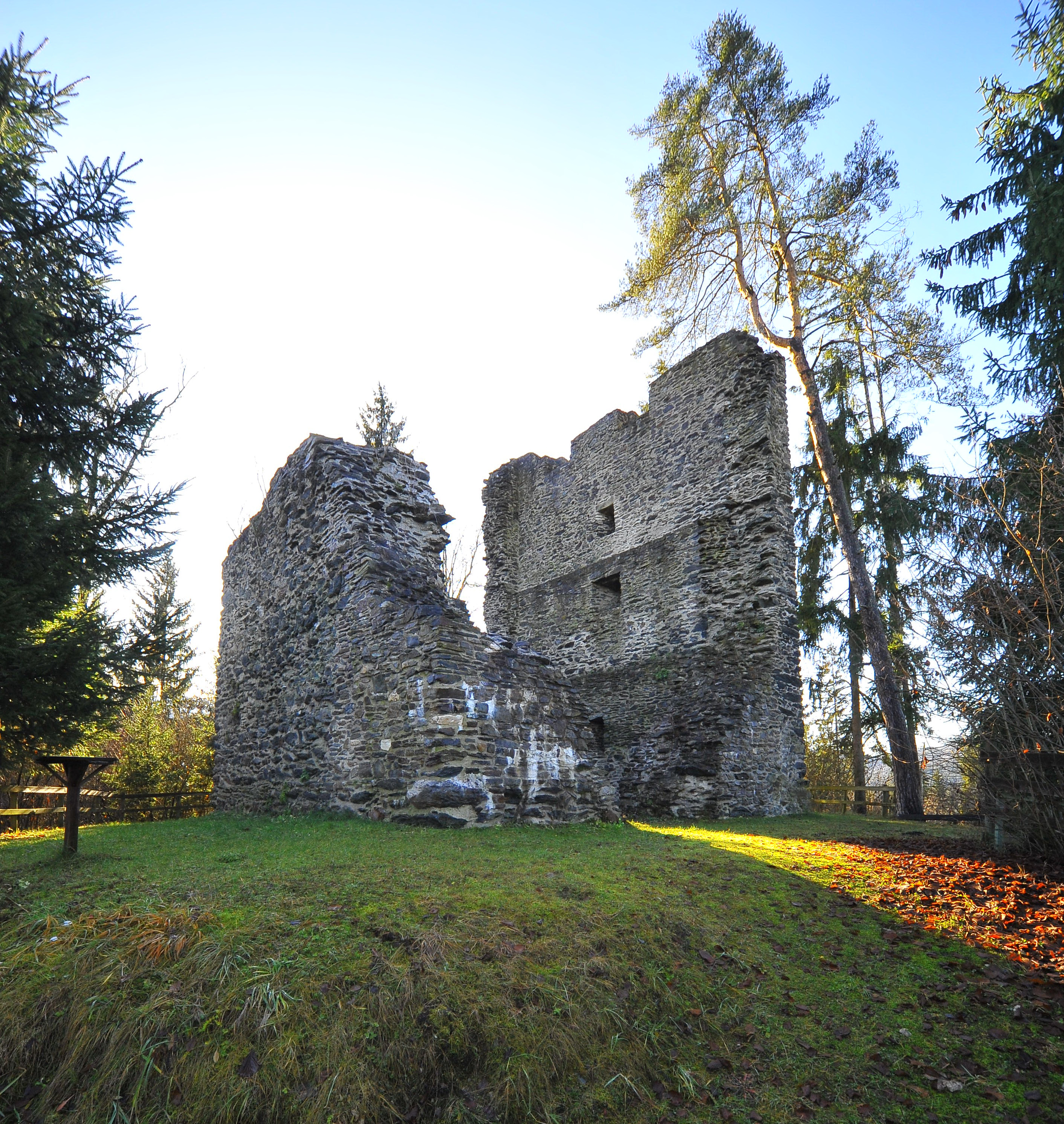
Die Arnulfsfeste in Moosburg

Die Thron- und Territorialzwiste der Karolinger wirkten sich auch auf die Marcha orientalis aus. Karlmann rebellierte gegen seinen Vater, entließ dessen Getreue wie die Grafen Pabo und Witigowo aus Karantanien und Rihheri aus Steinamanger und ersetzte sie durch eigene Gefolgsleute. Ludwig reagierte auf die Machtansprüche seines Sohnes mit großzügigen Schenkungen an die königstreuen Bistümer Regensburg, Salzburg und Passau, um seine eigene Machtposition im Ostland zu stärken. Die Bistümer trugen damit neben Missionierung auch die Hauptlast der Besiedlung und Kulturpflege und hatten daher bis ins 19. Jahrhundert auch südlich des Alpenhauptkammes Besitzungen.
Die Brüder Wilhelm II. und Engelschalk I. konnten ihren Amtsbereich auf die gesamten Donaugrafschaften ausweiten. Ihre intensive Kolonisierung an den mährischen Grenzen führte zu fortwährenden Kämpfen mit den mährischen Fürsten. 870 errangen sie noch einen Sieg, 871 fielen die Wilhelminerbrüder im Kampf gegen die Mährer. Im Zuge der karolingischen Familienkämpfe kam es schließlich zu einer Spaltung des Ostlandes. Nach dem Tod Wilhelms II. und Engelschalks I. 871 beauftragte Ludwig der Deutsche Graf Aribo I. mit den oberpannonischen Grafschaften. Die Wilhelminer zogen sich daraufhin nach Karantanien zurück. Unterpannonien blieb bei Karlmann. Die Grafschaften Aribos im Traungau blieben unangetastet. 876 starb Ludwig der Deutsche. Ihm folgte Sohn Karlmann als König des Ostfrankenreiches und von Baiern und damit als oberster Herr der Ostlande. Karlmann übergab Unterpannonien noch im selben Jahr an seinen Sohn Arnulf von Kärnten und gab ihm damit eine Hausmacht, die er später zur Königskrönung nutzen konnte. Die Grafschaften Aribos blieben unangetastet. Karlmann folgten als ostfränkische Könige Ludwig der Jüngere, Karl der Dicke, Arnulf von Kärnten und Ludwig das Kind.
Die Grafengeschlechter der Ostlande befehdeten sich als Parteigänger einzelner Mitgliedern das Königshauses bitter. In den 870er und 880er Jahren beherrschte der Zwist der Wilhelminer, die Karlmann unterstützten, und der Aribonen die lokalpolitische Landschaft. Die Auseinandersetzungen im Ostland waren regelmäßig durch verschiedene Koalitionen mit den Mährern geprägt. Aribo rief, im Streit mit dem Wilhelminer Arnulf von Kärnten, Fürst Svatopluk I. zu Hilfe, worauf dieser 882 den Bereich der Donaugrafschaften verwüstete und 884 das pannonische Fürstentum besetzte, das zuvor von Arnulf geleitet wurde. 893 übernahm Graf Luitpold die unterpannonischen Gebiete. Mit der Kaiserwahl Arnulfs 896 wurde Luitpold zum Widersacher Aribos. Aribo und Luitpold sind die einzigen Grafen des bairischen Ostlandes in der Zeit der Karolinger, die in Urkunden mit dem Titel Markgraf bezeichnet wurden. Die Raffelstettener Zollordnung ist eine der letzten bedeutenden Urkunden des bairischen Ostlandes vor der Machtübernahme durch die Magyaren. Sie wurde zwischen 902 und 906 im Auftrag König Ludwigs des Kindes von Markgraf Aribo I. und den bedeutendsten Richtern und Adeligen des Ostlandes verfasst und beinhaltet Zoll- und Mautregelungen zwischen dem altbairischen Nordgau und dem bairischen Ostland.

### Die Magyaren im bairischen Ostland

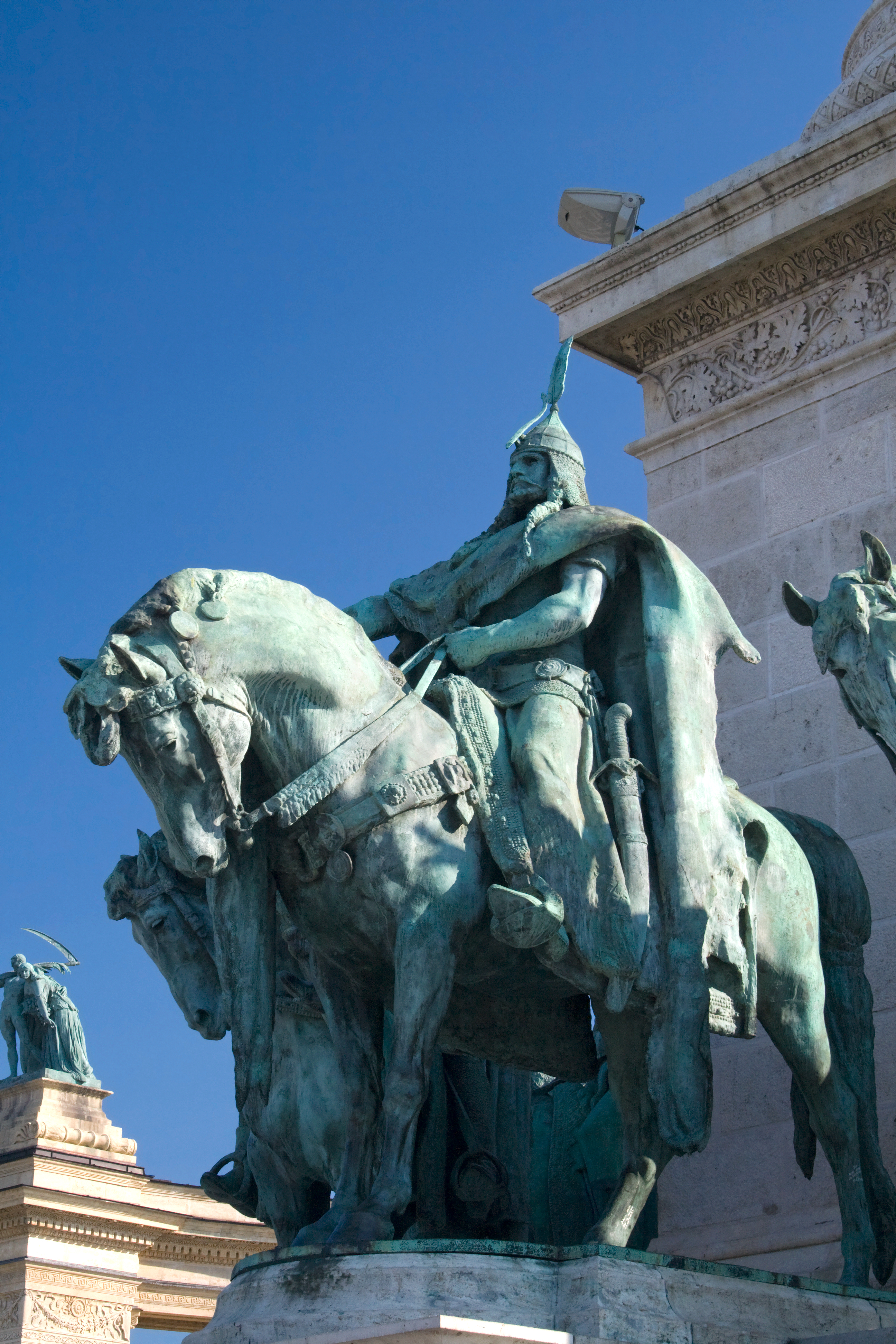
Unter Fürst Árpád kamen nach 907 große Teile des bairischen Ostlandes in magyarische Herrschaft.

862 tauchte ein Volk auf, das den Ostfranken bis dorthin unbekannt war. In diesem Jahr fielen die Magyaren im Lande Ludwigs des Deutschen ein. 881 kämpften die Baiern zuerst bei Wenia gegen die Ungarn und danach bei Pöchlarn gegen die mit den Ungarn verbündeten Kabaren. Arnulf von Kärnten verbündete sich mit den Magyaren. 892 beteiligten sich erstmals magyarische Reiter an der Seite König Arnulfs an dessen Krieg gegen die Mährer. Vermutlich kämpften sie in diesem Jahr im pannonischen Fürstentum, das zu dieser Zeit von den Mährer besetzt war. Aber schon zwei Jahre später verheerten sie „ganz Pannonien“ und daher auch die Gebiete ihres Verbündeten Arnulf. 896 kam es zu schweren Kämpfen zwischen Magyaren und Bulgaren. Im selben Jahr erhielt Fürst Braslav das pannonische Fürstentum zum Schutz gegen die Magyaren, die das Neutraer Fürstentum zerschlugen und sich um 900 unter ihrem Kende Kurszán im pannonischen Fürstentum ansässig machen konnten. Auf dem Rückweg von einem Italienfeldzug verwüsteten sie im Herbst 900 „fünfzig Meilen weit“ den Traungau. Am 20. November desselben Jahres vernichtete Markgraf Luitpold eine ungarische Abteilung bei Linz. Danach wurde zum Schutz gegen die Ungarn die Ennsburg errichtet. Am 11. April 901 schlug der Sieghardinger Graf Ratold I., ein dem Markgrafen Luitpold untergeordneter karantanischer Grenzgraf, die in Karantanien eingefallenen Ungarn an der Fischa im Raum der Pfalz Baden. Im Sommer 904 lud König Ludwig das Kind den magyarischen Führer Kende Kurszán und sein Gefolge zu einem Gastmahl an die Fischa und ließ seine Gäste zu Tisch heimtückisch erschlagen. Den Baiern brachte dies zwar eine kurze Atempause, doch bei den Magyaren konnte sich daraufhin Fürst Árpád als alleiniger Herrscher durchsetzen und im Jahre 906 das Mährische Reich überrennen.
Die nachfolgenden Ungarneinfälle führten noch tiefer in das Frankenreich. Die Großen zogen sich weitgehend hinter die Enns und aus den Gebieten südlich der Alpen nach Altbayern zurück, der Großteil der Bevölkerung und kleinere lokale Machthaber sind geblieben. Die Pöhlder Annalen aus dem 12. Jahrhundert wissen über die Vorgangsweise der „Barbaren“ in Pannonien im Jahr 906 zu berichten: „die Frauen wurden nackt und an den Haaren aneinandergebunden weggeführt …“.

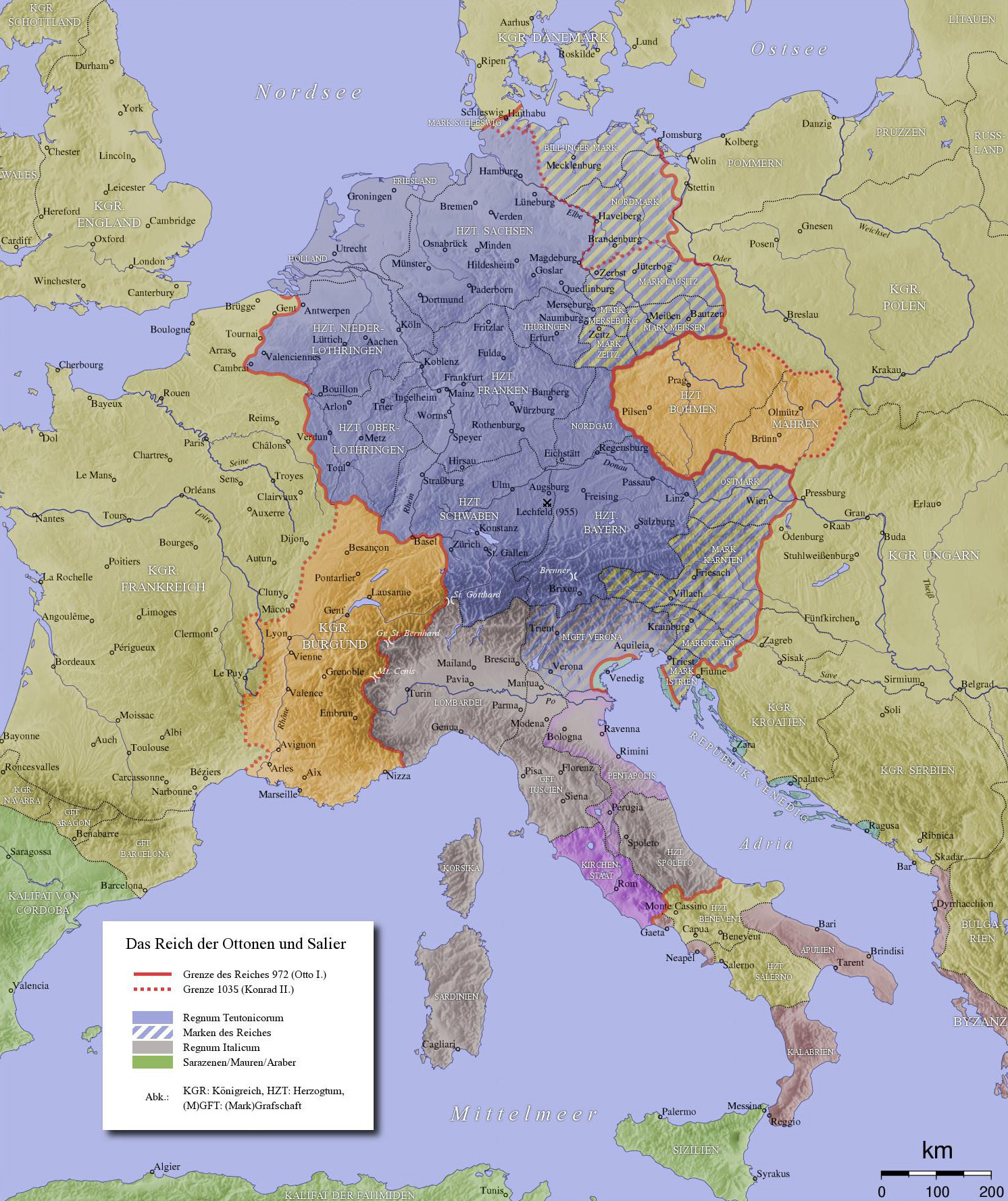
Das Bairische Ostland als eine der Marken des Heiligen Römischen Reiches im 10. Jh.

Mit der Niederlage des bairischen Heerbannes unter der Leitung des Markgrafen Luitpold in der Schlacht von Pressburg im Jahr 907, bei der der Großteil des baierischen weltlichen und kirchlichen Adels ausgelöscht wurde, gingen die Ostlande großteils an die Magyaren verloren, die die politische und kirchliche Organisation der Ostfranken in den eroberten Gebieten auflösten und neue Strukturen unter magyarischer Oberhoheit errichteten.
Auf dem Gebiet des heutigen Österreichs ließen sich die Magyaren nirgends in größerem Umfang nieder, sondern beschränkten ihren Einfluss vorwiegend auf militärische Präsenz. Es dürfte sogar ein Grenzgraf unter magyarischer Oberhoheit weiter gewirkt haben. Sie scheinen in den rund 60 Jahren ihrer Herrschaft im bairischen Ostland weder die Infrastruktur noch die Besitzungen der vormaligen Herren aus Baiern zerstört zu haben. Allerdings dürfte zumindest für die kirchlichen Herren die Nutzung ihrer Güter im Ostland stark eingeschränkt gewesen sein. Jedenfalls waren die ehemaligen Besitzverhältnisse auch nach 955 noch immer soweit bekannt, dass die früheren Herren wieder an die Jahre vor der magyarischen Herrschaftsübernahme anschließen konnten.
Erst nach der Schlacht auf dem Lechfeld 955 begann die Rückeroberung für das Ostfränkische Reich unter den Liudolfingern, die mit der Errichtung der Mark Ostarrîchi und der Verfestigung der Herrschaftsgrenzen etwa 100 Jahre später abgeschlossen war.

## Weltliche Verwaltung des Bairischen Ostlandes

### Rechtsordnung

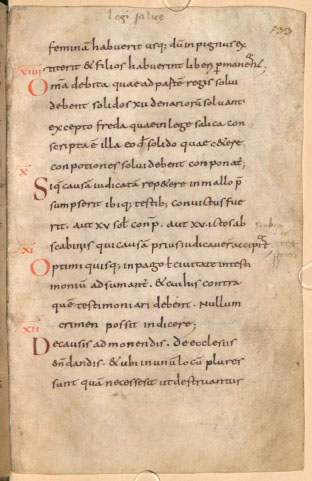
Ausschnitt der Lex Baiuvariorum aus dem 9. Jahrhundert.

Die Rechtswirklichkeit des frühen Mittelalters war von grundsätzlicher Ungleichheit geprägt. Dieses allgemeine Rechtssystem der Über- und Unterordnung drückte sich auch in den niedergeschriebenen Rechtsbüchern der Zeit aus. In den fränkisch-bairischen Grafschaften lebte man nach der Lex Baiuvariorum, in den slawischen Fürstentümern unterlag man einem eigenen Gewohnheitsrecht, das niemals aufgezeichnet wurde und heute weitgehend unbekannt ist. Alle Bewohner des Ostlandes unterstanden den Kapitularien der fränkischen Könige. Grafen und gentile Fürsten waren dem König zu Treue und Heeresfolge verpflichtet.

### Verwaltungseinheiten des Ostlandes zur Zeit der Karolinger
Von der Einrichtung des Ostlandes unter Karl dem Großen bis zur Übernahme großer Teile durch die Magyaren nach 907 wurde das Gebiet mehrfach umorganisiert und bestand aus folgenden Verwaltungseinheiten, die zum Teil noch in Untergrafschaften gegliedert waren:
- Traungau: 799/802–907
- Herzogtum Karantanien: 799/802–828
- Grafschaft Karantanien: 828–907
- Pannonien nördlich der Drau: 799/802–828, von 820–828 unter Herzog Balderich von Friaul
- Awarisches Fürstentum: 805–828
- Grafschaft Steinamanger: etwa 825–907
- Donaugrafschaft: 828–907
- Grafschaft Krain: 828–907
- Fürstentum von Sisak: 828–907
- Fürstentum von Mähren: etwa 828–907
- Pannonisches Fürstentum: 839–900/901
- Fürstentum des Joseph im Kamptal: 871–907

### Die weltlichen Großen

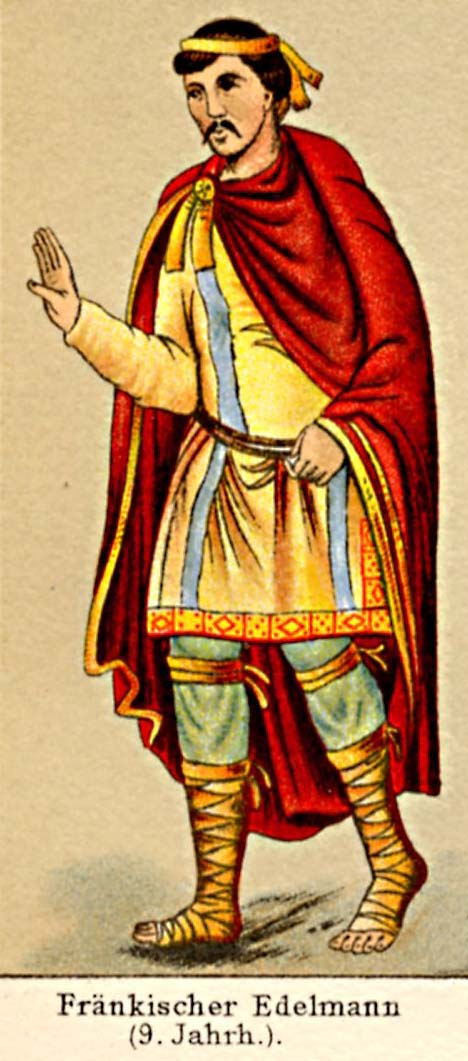

Da Karl der Große die Bezeichnung „Fürst“ für die weltlichen Herren des eroberten Herzogtums Baiern vermeiden wollte, waren unter Karl und seinen Nachfolgern sogenannte Präfekte oberste weltliche Leiter und oberste Heerführer des bairischen Ostlandes. Als Grenzgrafen erfüllten sie auch die Funktion eines Königsboten. Ein Graf der Karolingerzeit übte ein ziviles und militärisches Amt aus. Er war in seinem Amtsbereich der Vertreter des Königs und konnte ausschließlich vom König eingesetzt werden. Ein Graf konnte dieses Amt weder erben noch aus eigener Macht erhalten.
Dem Präfekten unterstanden sämtliche fränkischen und bairischen Untergrafen sowie die gentilen Fürsten des Ostlandes, die ihrerseits ebenfalls dem König den Treueid leisteten. Auch die Tributärfürsten wurden, häufig auf Vorschlag ihres Volkes, vom König eingesetzt. Sie waren zwar nach außen vom fränkischen König abhängig, aber nach innen weitgehend autonom. Im Gegensatz zu den Grafen war es für gentile Fürsten manchmal auch möglich, ihr Amt zu vererben, wie dies zum Beispiel bei Pribina und seinem Sohn Kocel der Fall gewesen ist. Ein Graf übte keine selbständige Kirchenherrschaft aus und war den Bischöfen rangmäßig untergeordnet, die Herrschaft der Fürsten hingegen schloss auch den kirchlichen Bereich ein. Grenzgrafen und Fürsten waren zur persönlichen Berichterstattung an den König verpflichtet. Ein Verstoß dagegen galt als Felonie. Präfekt Gerold (I.) war noch für ganz Baiern zuständig. Ab Goteram war die weltliche Verwaltung „Altbaierns“ und des Ostlandes getrennt. Ab Aribo I. amtierten die obersten Leiter des Ostlandes im Range eines Markgrafen.
Präfekte und Markgrafen des baierischen Ostlandes:
- Präfekt Gerold (I.): †799 im Kampf gegen die Awaren
- Präfekt Goteram: nach 1. September 799, †802 beim Kastell Guntio im Kampf gegen die Awaren
- Präfekt Werinher I.: 805/806 genannt
- Präfekt Albrih
- Präfekt Gotafrid
- Präfekt Gerold (II.): ab wahrscheinlich 811, spätestens ab 826 bis 832/33
- Präfekt Ratpot: 832/833 bis 854
- Prinz Karlmann: 856 bis 871

Oberpannonien (nach der Spaltung des Ostlandes 871):
- Markgraf Aribo I. zeitweise verdrängt von Engelschalk II.: 871 bis 909

Unterpannonien (nach der Spaltung des Ostlandes 871):
- Prinz Karlmann: 871 bis 876
- Prinz Arnulf von Kärnten: 876 bis 893
- Markgraf Luitpold: 893 bis 907

Magyarische Herrschaft von 909 bis 955.
- Markgraf Burkhard: 955 bis 976
- Markgraf Leopold I. der Durchlauchtigte: 976 bis 994
- Markgraf Heinrich I. der Widerspenstige: 994 bis 1018

Erstnennung des Landstriches Ostarrîchi im Jahre 996. Danach siehe Liste der Markgrafen und Herzöge von Österreich im Mittelalter.

## Christianisierung

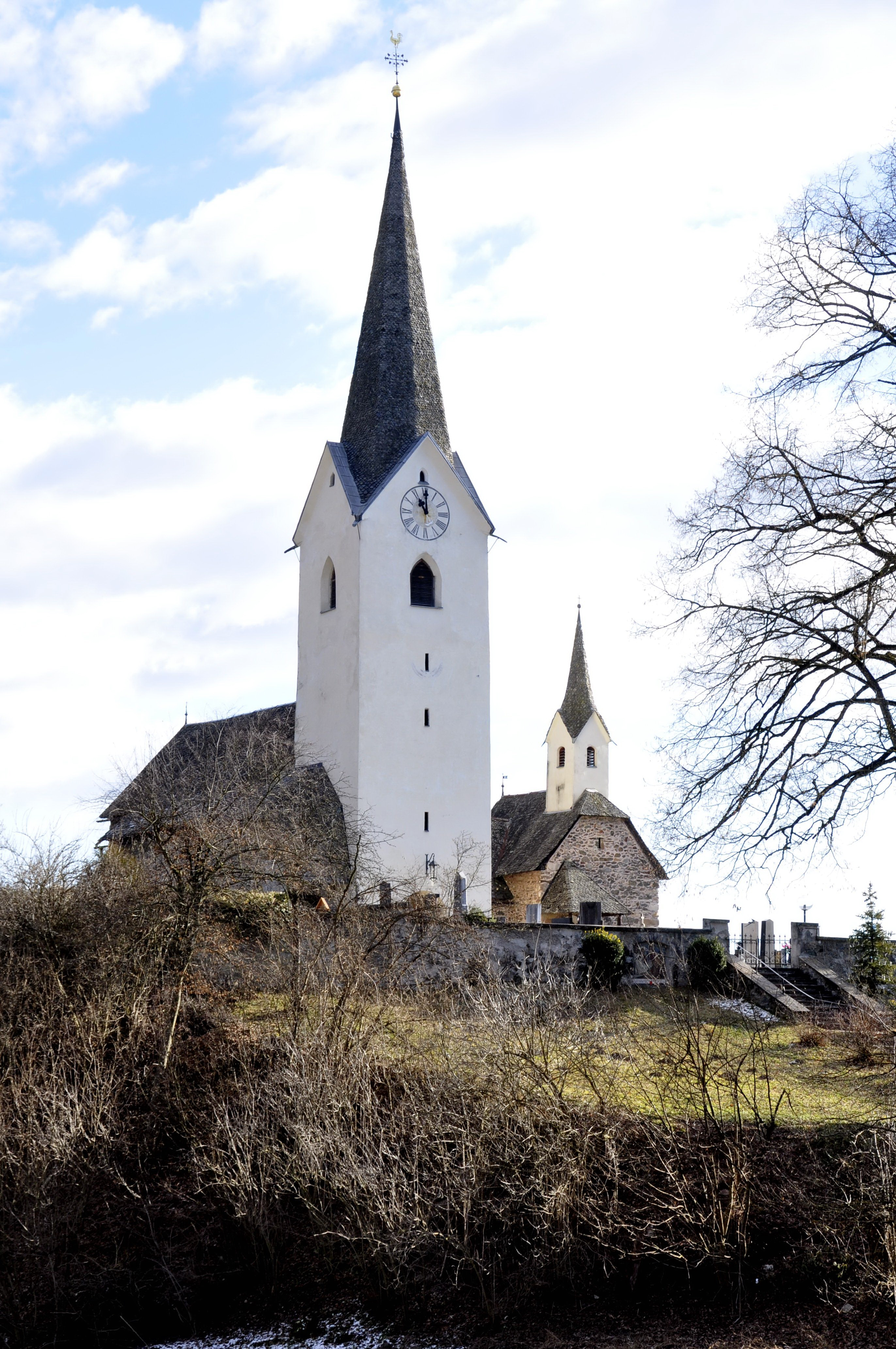
Die ehemalige Pfalzkirche von Karnburg aus dem 9. Jahrhundert.

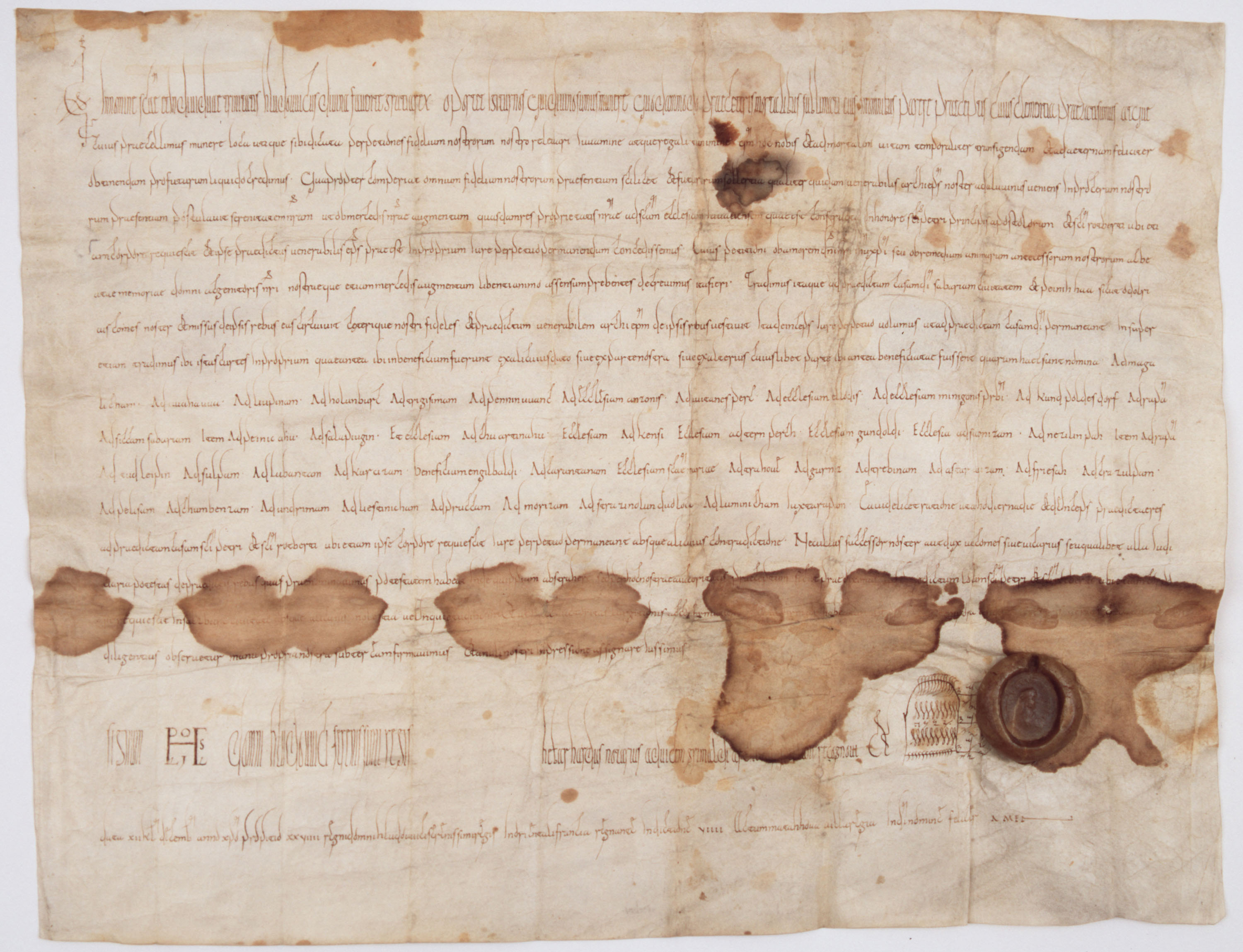
Am 20. November 860 übergab König Ludwig der Deutsche 24 Güter des bairischen Ostlandes ins Eigentum der Erzdiözese Salzburg.

### Verfassung der Kirche und der Heiden
Über die Religion der slawischen Bewohner des Ostlandes gibt es keine schriftlichen Quellen, doch weisen Ergebnisse aus der Archäologie auf Analogien mit den allgemeinen Erkenntnissen über die slawische Mythologie hin. Die von Christen verfassten zeitnahen historischen Dokumente schweigen im Detail über ihre religiösen Praktiken. Dass jene Mächte, an die die Heiden glaubten, existieren, bestritt das Christentum nicht. Auch heidnischen Liedern, Zaubereien und sonstigen magischen Künsten sprach die Kirche Existenz und Wirksamkeit nicht ab. Aber die heidnischen Mächte wurden als Dämonen, heidnische Handlungen als Zauberei oder teuflische Machenschaften verurteilt. Die Behandlung kranker Menschen vermittels Beschwörungen und zauberischer Mittel wurde durch Konzilien und kirchliche Bücher verboten. Volksmedizin und deren heidnische Überlieferung wurden gesellschaftlich geächtet und verächtlich als Kulturgut der Unterschicht bezeichnet. Doch selbst das Königshaus und seine Gerichtsbarkeit waren vor Aberglauben nicht gänzlich gefeit. So war es noch 899 möglich, dass nach dem Tod Kaiser Arnulfs ein Mann und eine Frau exekutiert wurden, die man bezichtigte, den Tod des Kaisers durch Zauberei herbeigeführt zu haben.

### Missionstätigkeiten
Die christliche Mission in den Ostlanden war nicht nur rein seelsorgerisch zu verstehen, sondern auch im Sinne einer herrschaftlichen Erfassung der Bevölkerung. Die kirchliche Arbeit bestand also neben der Seelsorge, der Taufe, dem Neubau von Kirchen und der Kirchweihe auch aus Rodung und technischer Raumorganisation. In zahlreichen Fällen gingen kirchliche Lehen später in den Eigenbesitz der Kirche über. Die Namen vieler dieser Kirchen sind aus mittelalterlichen Quellen wie der Conversio Bagoariorum et Carantanorum und Schenkungsurkunden bekannt. Großteils ist aber deren Lokalisierung heute nicht mehr möglich, da die Orte entweder abgekommen sind oder später neue Namen bekamen. Zu den heute noch bekannten und bestehenden Kirchenorten des bairischen Ostlandes gehören beispielsweise Arnsdorf (erinnert an Bischof Arn), Hollenburg, Karnburg, Krems an der Donau, Oberloiben, Pinkafeld (umstritten), Ptuj und Rappoltenkirchen. Im Zuge der Christianisierung wurden Bischöfe und Priester eingesetzt, die Messe gelesen und die wichtigsten Gebete gelehrt. Die wirksamste Methode der Heidenbekämpfung aber war die Erziehung der Kinder der Oberschicht durch die Kirchenmänner.
Bis heute erhaltene Zeugen der Missionstätigkeit des 9. Jahrhunderts in Österreich sind beispielsweise zwei karolingische Flechtwerksteine an der Kirche St. Peter am Bichl, spätkarolingische Fresken in der Winterkirche Maria Wörth, Reste des ursprünglichen Baues der Martinskirche in Traismauer und Bleikreuze, die 1968 bei Ausgrabungen der Wallburg Thunau am Kamp gefunden wurden.

### Organisation der Mission

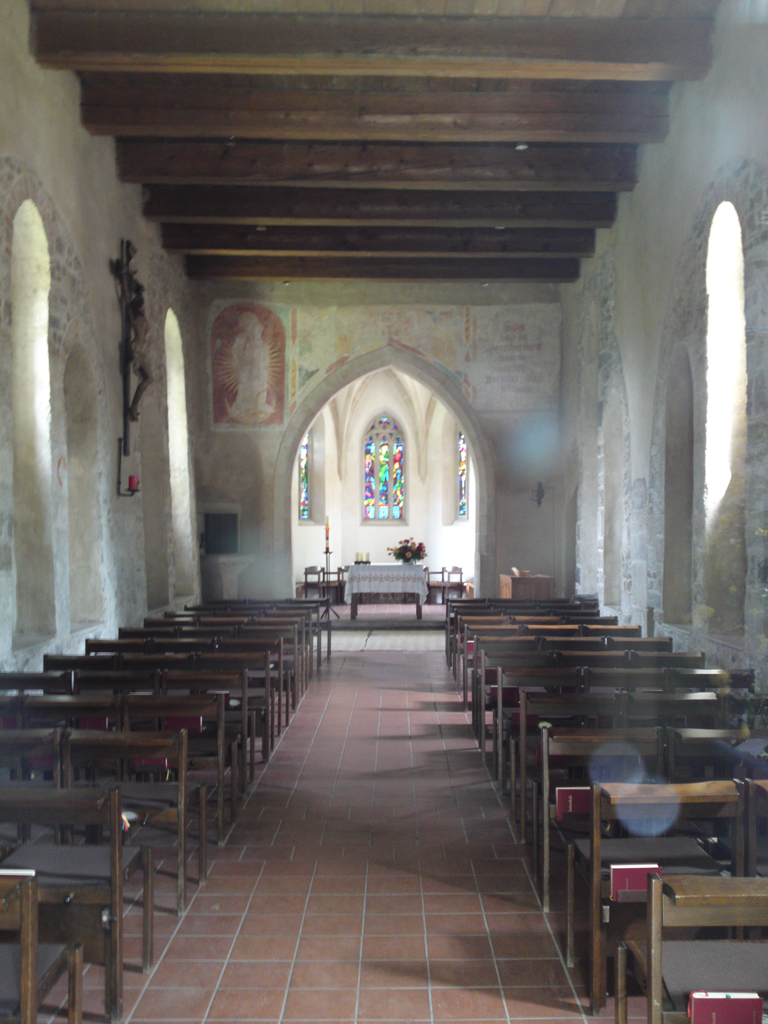
Die Linzer Martinskirche wurde 799 erstmals urkundlich erwähnt.

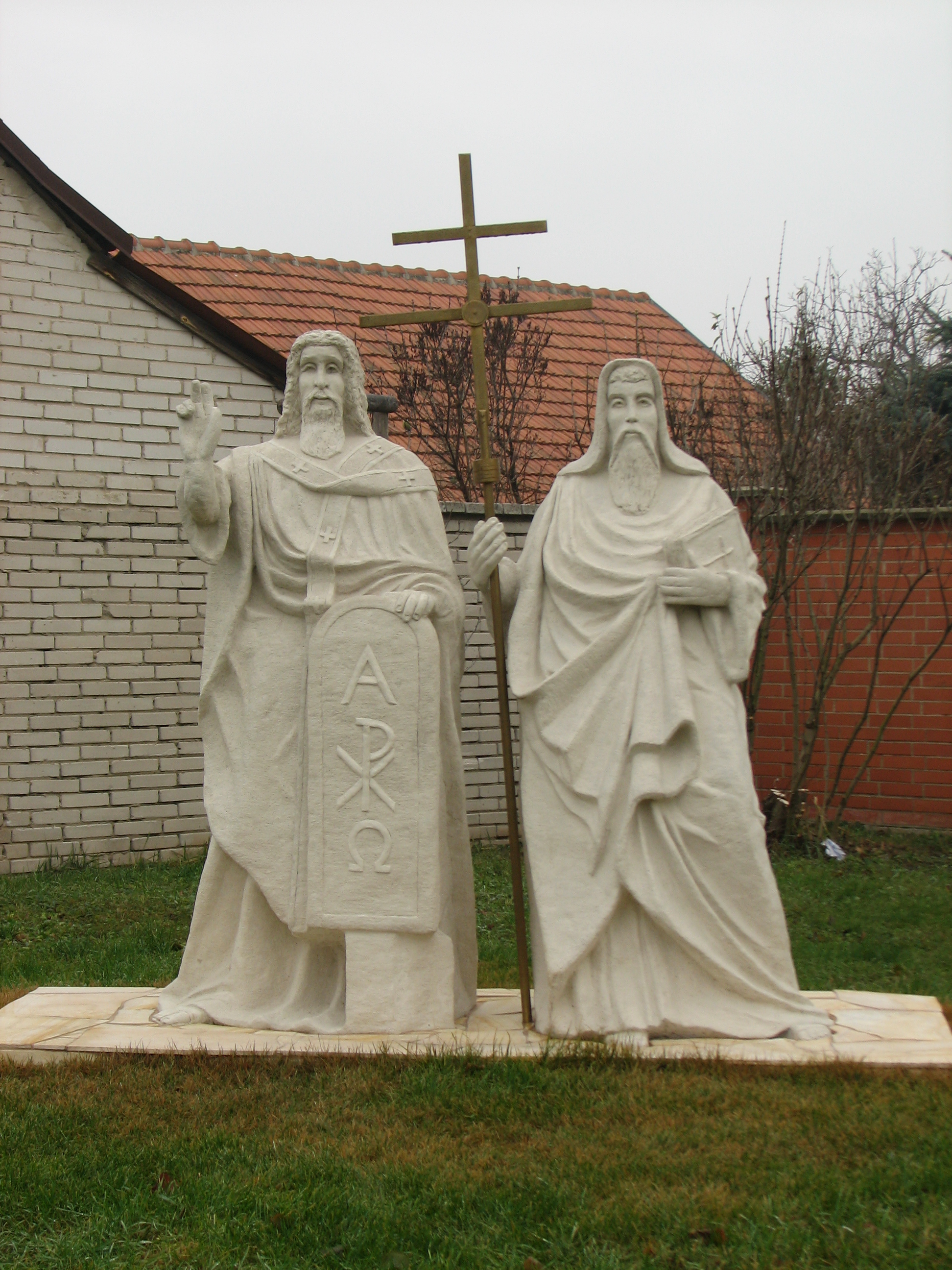
Lehrer des christlichen Glaubens in Mähren und Pannonien: Kyrill und Method.

Die Missionare arbeiteten eng mit den slawischen Stammesfürsten und dem ansässigen Adel zusammen. Die Slawen stellten Arbeitskräfte und Baumaterial für Kirchen und Klöster zur Verfügung und übernahmen der Schutz der Missionare. Von den Missionaren erwarteten sie, dass sie beim Volk im Sinne der Autorität der lokalen Fürsten wirkten.
In Karantanien begann die christliche Mission, ausgehend von der Erzdiözese Salzburg, bereits nach dessen Unterwerfung unter die bairische Herrschaft Mitte des 8. Jahrhunderts. In der (späteren) Awarenmark setzte sie mit Beginn der Awarenkriege Karls des Großen in den 790er Jahren ein. Ausgangspunkt für die Awarenmission war eine Synode im Zuge des Awarenfeldzuges des Königssohnes Pippin an der Donau im Jahr 796. Die Teilnehmer erläuterten die Grundfragen der Mission, sprachen sich gegen eine gewaltsame Bekehrung und für hinreichende Unterweisung vor der Taufe aus.
Die Martinskirche in Linz wurde 799 urkundlich erwähnt. Der Salzburger Erzbischof Arn wurde als Hauptverantwortlicher für die Slawenmission eingesetzt und war zuständig für das Gebiet östlich des Wienerwaldes. Danach wurde das eroberte Gebiet aufgeteilt. Der Erzbischof von Salzburg wurde für den Alpenbereich, das Gebiet um den Plattensee sowie zwischen Raab, Donau und Drau zuständig, Paulinus II., der Patriarch von Aquileia, für den Bereich südlich der Drau. Der Patriarch begann seine Arbeit in dem neueroberten Gebiet allerdings nur zögerlich und erst unter dem Drängen Karls des Großen und des gemeinsamen Freundes Alkuin, und selbst dann erfolgten die Belehrungen der Slawen durch das Bistum Aquilieia nicht in der slawischen Sprache.
829/830 legte Ludwig der Deutsche an den Flüssen Raabnitz und Raab eine zusätzliche Zuständigkeitsgrenze fest, durch die Passau die Gebiete an der Donau und in der Buckligen Welt die Gebiete links der Raabnitz zugewiesen bekam. Dass diese Grenze nicht immer streng eingehalten wurde, zeigt unter anderem die Wiener Ruprechtskirche, die auf Salzburg hinweist, und die Domkirche St. Stephan zu Wien, die ein Passauer Patrozinium aufweist. In ihrem Missionsgebiet hatte die Diözese Passau bereits seit Karl dem Großen Besitzungen bei St. Pölten und in der Wachau. Von Ludwig dem Deutschen erhielt sie ab 833 zusätzliche Besitzungen um Tulln, an Ybbs und Pielach, an Raabnitz und Zöbernbach sowie zwischen Raab und Wienerwald, die den Passauer Chorbischöfen Anno und Albrich zur Nutznießung oder zu freiem Eigentum überlassen wurden. Da der Diözese Passau aber weder in personeller noch in organisatorischer Hinsicht ausreichende Ressourcen zur Verfügung standen, waren in diesem Raum auch andere bairische Institutionen im Landesausbau und in der kirchlichen Erschließung tätig. Neben dem Salzburger Erzbischof und seinen Suffraganen waren vor allem altbairische Klöster wie Sankt Emmeram, Niederaltaich, Kremsmünster und Mattsee die Träger der christlichen Mission. Das Kloster Herrieden ist die einzige heute bekannte nichtbairische Kircheninstitution, die zur Zeit Karls des Großen Besitz im bairischen Ostland erhielt.
863 kamen Method von Saloniki und sein Bruder Kyrill nach Mähren, um hier die Slawen in ihrer eigenen Sprache das Christentum zu lehren. Im Sommer 867 weilten sie erstmals auch im pannonischen Fürstentum. Die Tätigkeit der beiden griechischen Missionare betrachtete der Salzburger Bischof Adalwin als Einmischung in seinen Kompetenzbereich, und daher gerieten die Ostlande in den 870er Jahren in das Spannungsfeld zwischen König, Erzbistum Salzburg, Papst und Byzanz. Der Papst ernannte Method zum Erzbischof von Pannonien und Großmähren. Dieser nahm daraufhin seinen Sitz in der Hauptstadt Mosapurg des pannonischen Fürstentums ein. Dort stand er unter dem Schutz des Fürsten Kocel. Method wurde vor ein bairisches Gericht zitiert, das höchstwahrscheinlich unter der Leitung König Ludwigs des Deutschen stand. Als Hauptankläger fungierte Erzbischof Adalwin, der zur Verteidigung seiner Position die Conversio Bagoariorum et Carantanorum verfassen ließ. Method wurde verurteilt und mehrere Jahre inhaftiert. Nach einer scharfen Rüge des Papstes, der sogar Bischof Adalwin seines Amtes enthob und ihn exkommunizierte, konnte er zwar wieder nach Pannonien zurückkehren, aber letztlich blieb die kirchliche Oberhoheit bei Salzburg.

## Zentren

### Zentren der Könige und der Reichskirche

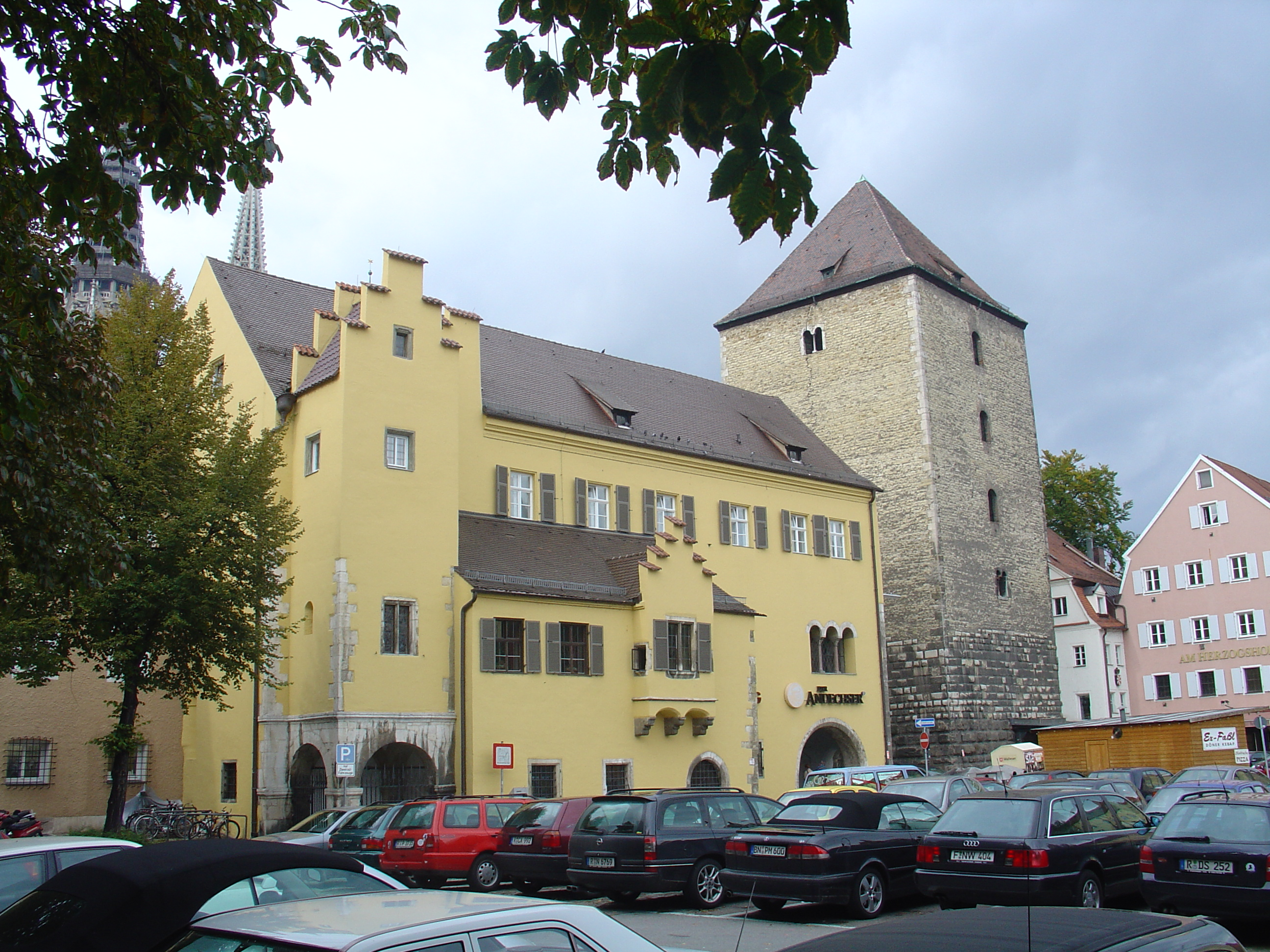
Die Königspfalz Herzogshof in Regensburg.

Unter Karl dem Großen und Ludwig dem Frommen fungierten Regensburg, Frankfurt am Main und Aachen als Hauptstädte der karolingischen Könige, weshalb sie im Rahmen von Reichstagen, Gerichtstagen und Beurkundungen von Grafen und Fürsten regelmäßig besucht werden mussten, ansonsten aber für das Ostland ohne größere Bedeutung waren. Ähnliches gilt für den Sitz des bairischen Metropoliten in Salzburg und seiner Suffragane in Passau und Freising, die wie verschiedene altbairische Klöster in der kirchlichen Verwaltung und christlichen Mission des Ostlandes tätig waren. Diese Städte lagen alle außerhalb des Ostlandes. Als Königspfalz im Ostland ist für das späte 9. Jahrhundert Padun-Baden bei Wien bekannt, das 869 von König Karlmann besucht wurde, noch römische Thermen aufwies und auch als Aufmarschbasis gegen die Mährer diente.

### Zentren der Präfekten
Weltliche und kirchliche Zentren des Ostlandes wurden häufig ehemalige Römerstädte, die 300 Jahre nach dem Niedergang des Weströmisches Reich, der Völkerwanderung und Awarenherrschaft im 9. Jahrhundert häufig noch benutzbaren oder zumindest renovierbaren Baubestand aufwiesen. In Lauriacum-Lorch, einer vormaligen Grenzstadt zwischen Baiern und dem Land der Awaren, sammelte Karl der Große 791 die fränkischen Armeen zum Angriff auf das Awarenreich. Lorch wurde erster Sitz des ostländischen Präfekten. Bei Comagenis-Tulln befand sich das einzige im Ostland als königlicher Fiscus bekannte Gebiet. Unter Präfekt Ratpot, der die Hälfte dieses Fiscus in seinem Besitz hatte, wurde Tulln zum Sitz des Präfekten. 863 fand dort das Treffen zwischen König Ludwig dem Deutschen und dem Bulgarenkhan Boris I. statt. Um 884 traf sich hier König Karl III. mit Svatopluk I. und Braslav zu Gesprächen und zum Empfang des Lehnseides der beiden Fürsten, der nur gegenüber dem König und seinem Reich galt, nicht aber gegenüber den lokalen Machthabern des Ostlandes.

### Vororte der Grafschaften

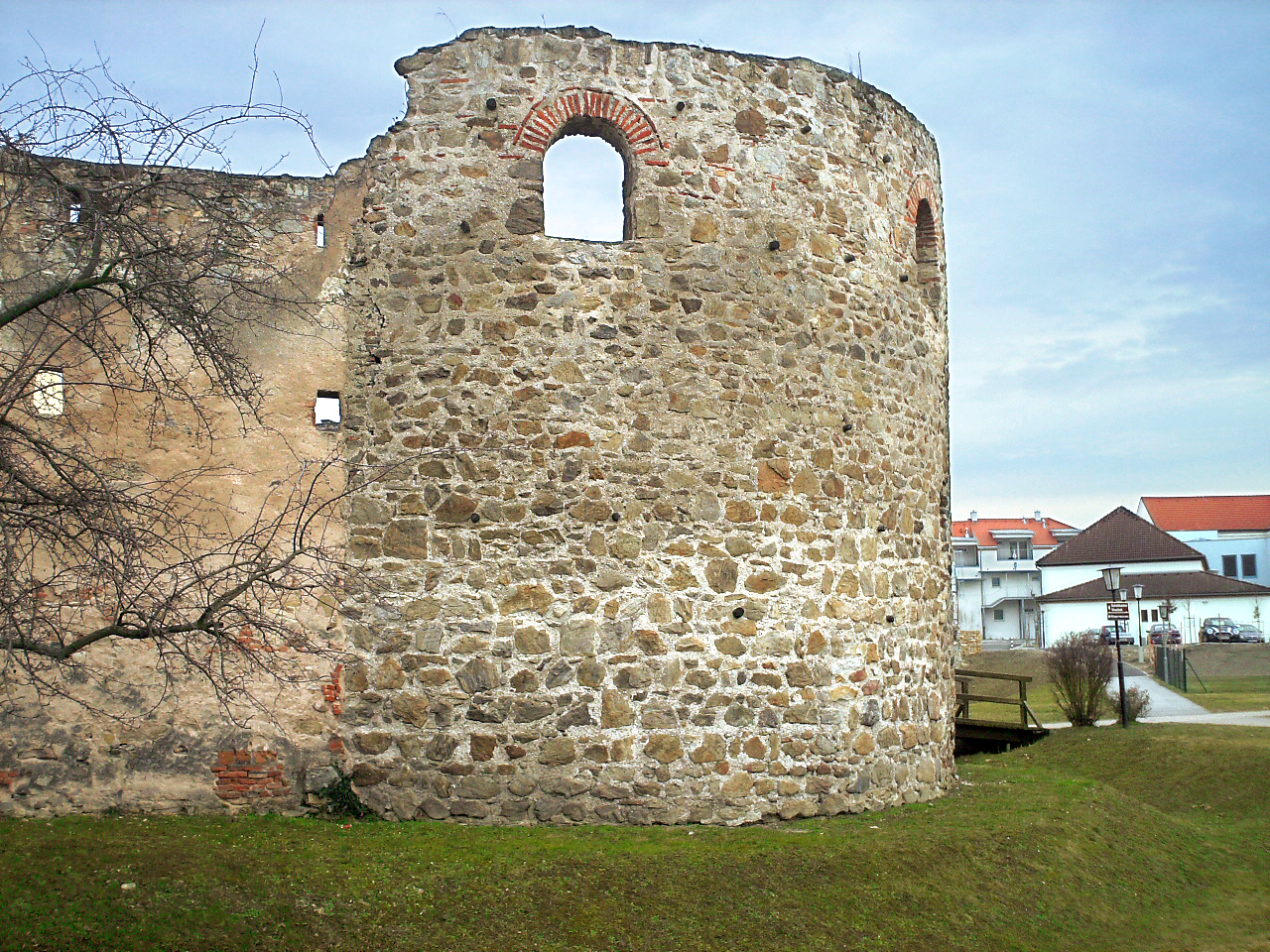
Spätrömischer Hufeisenturm in Mautern an der Donau (Favianis), einem Vorort der Donaugrafschaft im letzten Drittel des 9. Jahrhunderts.

Ab 803 wurde das ehemalige Kastell Favianis bei Mautern neu besiedelt und gesichert. Zur Zeit des Markgrafen Aribos I. und seines Sohnes Isanrih wurde Mautern einer der wichtigsten Vororte der Donaugrafschaft. In der Raffelstettener Zollordnung wurde es als der letzte bairische Zollort genannt. Die nächste Station danach lag bereits in Mähren. Bedeutender kirchlicher Stützpunkt in der Donaugrafschaft war Traismauer beim römischen Kastell Augustianis. Hier befindet sich die Grabkammer des Grafen Cadaloc, der im Jahr 802 gemeinsam mit Präfekt Goteram im Kampf gegen die Awaren beim „Kastell Guntio“ gefallen ist. In der Martinskirche bei Traismauer wurde Fürst Pribina getauft.
Weltlicher Vorort Karantaniens wurde die Karnburg am westlichen Rand der Römerstadt Virunum, dessen kirchliches Zentrum Maria Saal am Ostrand von Virunum lag. Karnburg und Moosburg waren bevorzugte Aufenthaltsorte des späteren Kaisers Arnulf von Kärnten. Der Vorort Savaria-Szombathely der Grafschaft Steinamanger wird vermutlich auch zur Zeit des awarischen Fürstentums, das sich zwischen Carnuntum und Savaria erstreckte, als Zentrum gedient haben.
Die Salzburger Annalen erwähnen zum Jahr 881 einen Zusammenstoß der Baiern mit den Magyaren „ad Weniam“. Ob es sich bei diesem Wenia um die erste mittelalterliche Nennung des Wienflusses oder doch um die heutige österreichische Hauptstadt Wien handelt, ist noch umstritten.

### Fürstensitze

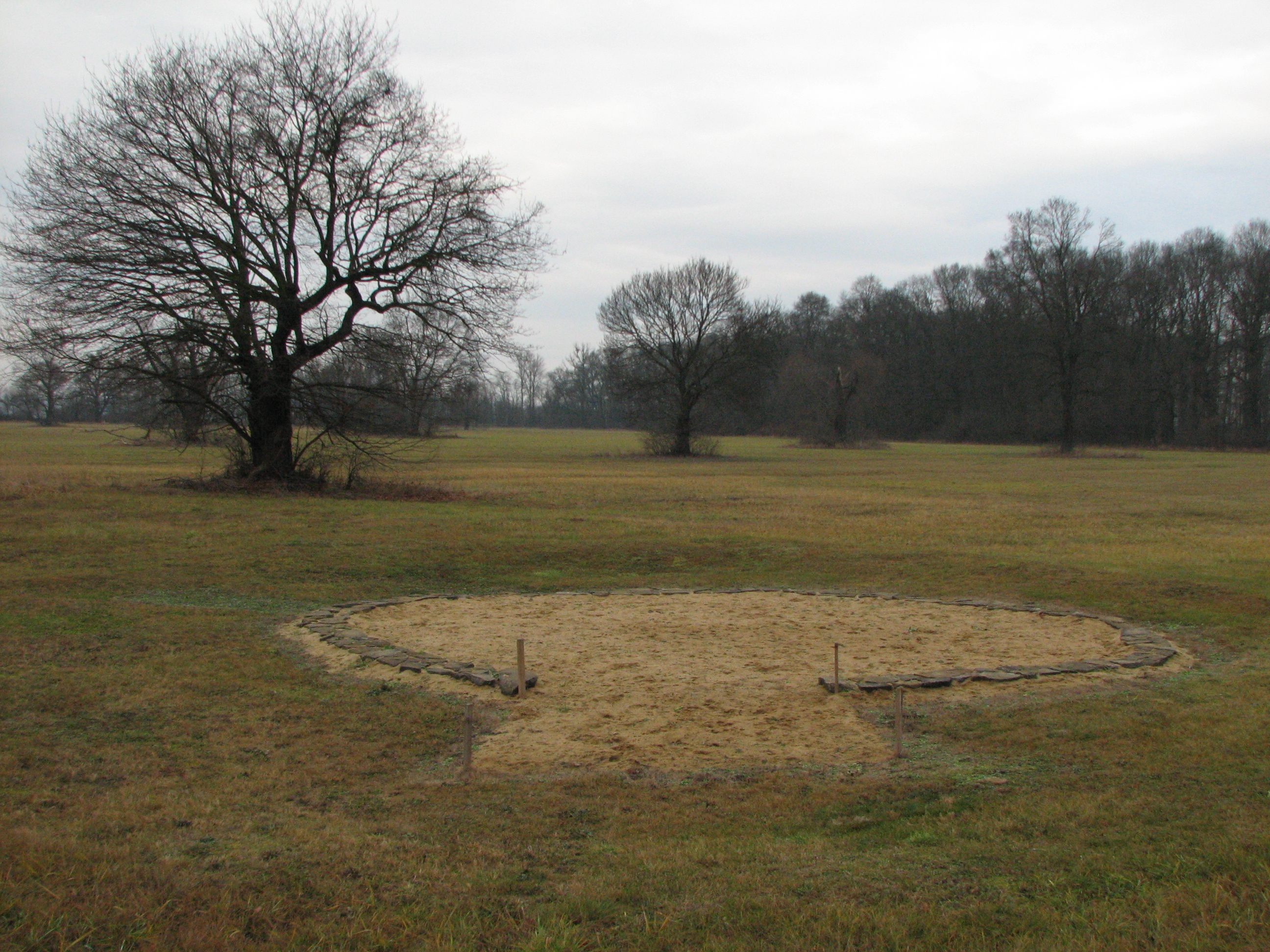
Überrest einer von neun Kirchen in Mikulčice, dem vermutlichen Zentrum Moravia der mährischen Fürsten.

Auch das Zentrum der Fürsten von Sisak war bereits zu Römerzeiten eine bedeutende Stadt. Als der Ljudevit-Krieg, der das gesamte Ostland erschütterte, tobte, galt Sisak als starke Befestigung. Zentrum des Fürstentums Mähren war Moravia, das heute von der Forschung zumeist mit der Burgfestung Valy bei Mikulčice gleichgesetzt wird und aus einer ungefähr zehn Hektar großen zivilen und militärischen Anlage mit neun Kirchen bestand. Die relativ große Anzahl von Kirchen lässt sich möglicherweise durch die Wirkung des Erzbischofs von Pannonien Method bei den Mährern erklären. Weitere Hauptorte Mährens waren der Sitz des früher selbständigen Fürsten von Neutra, wo es ein Lehensfürstentum gab und der mährische Bischof Wiching residierte, sowie Devín, Gran, Krakau und Užhorod.
Mikulčice war ebenso eine frühmittelalterliche Neugründung wie die befestigte Höhensiedlung „Schanze“ des Fürsten Joseph im Kamptal bei Thunau und die Hauptstadt des pannonischen Fürstentums Mosapurc-Zalavár. Anfang der 870er Jahre war Mosapurc faktisch Bischofssitz, als Erzbischof Method bei Fürst Kocel residierte. Am 13. März 888 stellte König Arnulf von Kärnten in Mosapurc möglicherweise eine Urkunde aus. Im pannonischen Fürstentum lagen außerdem der alte römische Kirchenort Fünfkirchen und mit Pettau der südöstlichste Stützpunkt der fränkischen Reichskirche. Dudleben, wahrscheinlich bei Bad Radkersburg, war Vorort der gleichnamigen pannonischen Untergrafschaft.